# League Championship Series
La League Championship Series (LCS) es la máxima competición profesional de League of Legends en Estados Unidos y en Canadá. La liga profesional es dirigida por Riot Games y compiten 10 equipos. Cada temporada anual está dividida en dos partes, primavera y verano, la cual concluye con un torneo de doble eliminación en la que se enfrentan los 6 primeros equipos de la tabla. Al final de la temporada, el campeón, subcampeón y tercer puesto de los playoffs de verano clasifican al Campeonato Mundial de League of Legends.
Con la excepción de algunos eventos en gira, todas las partidas de la LCS son jugadas en vivo en los estudios de Riot Games en Los Ángeles, California. Además de una pequeña audiencia en los estudios, todos los juegos son transmitidos en línea en directo en diferentes idiomas por medio de Twitch y Youtube, con una audiencia media de más de 300.000 espectadores. El gobierno de Estados Unidos concede visas de atletas para los competidores extranjeros de LCS. El primer jugador de LCS al que se le otorgó una visa P fue Danny Shiphtur Le.
La popularidad y el éxito de la LCS ha atraído la atención de los medios significativamente. La LCS también ha atraído a diversos patrocinadores como Coca-Cola, Monster, Logitech, American Express, etc.

## Historia
Riot Games lanzó League of Legends en octubre del 2009 y rápidamente atrajo la atención de la comunidad de juegos competitivos. Las primeras dos temporadas de juego consistieron en una serie de torneos mayormente organizados por terceros, como la Major League Gaming en Norteamérica, y la Intel Extreme Masters en Europa, cubierto por un torneo de campeonato mundial organizada por Riot Games.
Riot Games anunció la formación de la LCS el 6 de agosto de 2012, creando una liga totalmente profesional con un calendario regular y salarios garantizados a los jugadores. La primera temporada de la LCS tomó lugar en la Temporada 3 de juego competitivo de Legue of Legends y lo jugaron ocho equipos por sesión. Los mejores tres equipos del campeonato regional de cada continente, Norteamérica y Europa, llevado a cabo en agosto del 2012 calificaron automáticamente en la primera sesión de primavera. Los otros cinco equipos fueron decididos en el torneo de calificación que se jugó en enero del 2013. Los primeros juegos de la primera sesión de primavera empezaron el 7 de febrero de 2013 en Norteamérica y el 9 de febrero de 2013 en Europa.
La temporada 3 de la LCS terminó con las eliminatorias de verano, del 30 de agosto al 1 de septiembre de 2013 en Norteamérica y del 23 al 25 de agosto en Europa. En Norteamérica, Cloud9 terminó en primer lugar, Team SoloMid en segundo y Team Vulcun en tercero. En Europa los mejores tres equipos fueron Fnatic, Lemondogs y Gambit Gaming. Los equipos anteriores avanzaron a la Season 3 World Championships.
Riot Games cambió sus convenciones de nombre en el 2014, llamando a la temporada: "Temporada 2014" en vez de "Temporada 4". La serie Challenger fue creada para esta temporada, creando un segundo nivel en la competición por el ascenso y el descenso de los equipos, y para tener un camino claro para los jugadores que se quieren convertir en profesionales.

## Cobertura de Medios
La LCS principalmente llega a sus espectadores por Streaming usando sus propios canales en Twitch y Youtube. Solamente en Twitch, los espectadores regularmente superan los 200,000 y los juegos han llegado a tener más de 1.7 millones de espectadores en un único juego, en el calendario regular. Sin embargo, el CEO de Riot Games Brandon Beck aclaró en el 2012 que no hay planes inmediatos para tratar de llevar la LCS a la TV tradicional, y la cobertura de las noticias de cada sesión son limitadas a sitios especializados en deportes electrónicos, tales como onGames de CBS Interactive.
El tamaño y la popularidad de la misma LCS, por otro lado, ha atraído considerablemente la atracción de los medios, particularmente algunos eventos que legitimizan a la LCS como un competición seria. En el 2013, la otorgación de visas para deportistas por parte del gobierno estadounidense para los jugadores de la LCS fue seguida por varios de los medios más importantes.

## Formato
En el 2015, 10 equipos de Norteamérica y 10 de Europa compitieron por separado en la LCS de Norteamérica y Europa respectivamente. Cada temporada está dividida en dos sesiones, con oportunidades de promoción y el descenso de equipos en cada sesión. El calendario de juego normal de cada serie cuenta con 9 semanas de 10 juegos por semana. Cada equipo de cada continente juega con otro equipo de la liga dos veces para un total de 18 juegos jugados por equipo. Los equipos son clasificados dependiendo a su porcentaje de victorias, los empates son permitidos en la temporada regular. En caso de un empate en el que se dispute un lugar en las eliminatorias se juega un desempate, para al definir al clasificado.
Al concluir cada sesión, se juega una eliminatoria para determinar las posiciones finales. Los mejores 6 equipos del calendario regular son seleccionables para las eliminatorias, los 2 mejores equipos reciben un pase directo a las semifinales. Mientras que los equipos entre el lugar 3 al 6 juegan entre ellos en cuartos de final para determinar quien de ellos (el primer y el segundo lugar) pasa a la semifinal. Cada eliminatoria de sesión tiene premios en efectivo y "Championships Points". El campeón de la sesión de verano, el equipo con más "Championship Points" y el campeón del torneo clasificatorio regional de cada continente recibe una entrada a la League of Legends World Championship anual.
En temporadas pasadas, los mejores siete equipos del calendario regular se clasificaban a la siguiente sesión, el décimo lugar del calendario regular es descendido a la serie Challenger y es remplazado por el campeón de la serie Challenger, y el octavo y noveno lugar del calendario regular de la sesión compiten en el torneo de promoción con el segundo y tercer lugar de la serie Challenger para determinar los dos equipos que se quedan en la LCS para la siguiente sesión. Sin embargo, Riot Games ha iniciado una nueva etapa en el año 2018 con la introducción del sistema de franquiciado en la liga de Norteamérica. Según este sistema, los 10 equipos actuales firman un acuerdo de larga duración que les permite permanecer indefinidamente en la LCS, convirtiéndose esta en una liga cerrada al estilo de la NBA. Por su parte, Riot Games ha anunciado que seguirá este modelo para la liga europea a partir de la temporada 2019, si bien ya ha comenzado a modificar el antiguo modelo de ascenso-descenso con la retirada de la liga Challenger Series. En su lugar, se han organizado ligas nacionales y regionales por todo el territorio europeo.

### Equipos
| Equipos              | Primera participación en LCS | Plantilla          | Plantilla  | Plantilla         | Plantilla  | Plantilla | Entrenador |
| Equipos              | Primera participación en LCS | Carrilero superior | Jungla     | Carrilero central | Tirador    | Soporte   | Entrenador |
| -------------------- | ---------------------------- | ------------------ | ---------- | ----------------- | ---------- | --------- | ---------- |
| 100 Thieves          | Primavera 2018               | Ssumday            | Closer     | Abbedagge         | FBI        | Huhi      | Reapered   |
| Cloud9               | Verano 2013                  | Summit             | Blaber     | Perkz             | Zven       | Vulcan    | Reignover  |
| Counter Logic Gaming | Primavera 2013               | Finn               | Broxah     | Pobelter          | WildTurtle | Smoothie  | Galen      |
| Dignitas             | Primavera 2013               | FakeGod            | Dardoch    | Soligo            | Neo        | Aphromoo  | Jimmy      |
| Evil Geniuses        | Primavera 2014               | Impact             | Svenskeren | jojopyun          | Deftly     | IgNar     | Peter Dun  |
| FlyQuest             | Primavera 2017               | Licore             | Tuki       | Palafox           | Johnsun    | Diamond   | Kanani     |
| Golden Guardians     | Primavera 2018               | Niles              | Iconic     | Ablazeolive       | Stixxay    | Newbie    | Inero      |
| Immortals            | Primavera 2016               | Revenge            | Xerxe      | Insanity          | Raes       | Destiny   | Guilhoto   |
| Team Liquid          | Primavera 2015               | Alphari            | Santorin   | Jensen            | Tactical   | CoreJJ    | Jatt       |
| Team SoloMid         | Primavera 2013               | Huni               | Spica      | PowerOfEvil       | Lost       | SwordArt  | Bjergsen   |

## Historial
| Edición | Edición   | Campeón              | Resultado | Subcampeón           | Tercero              | Cuarto               |
| Año     | Temp.     | Campeón              | Resultado | Subcampeón           | Tercero              | Cuarto               |
| ------- | --------- | -------------------- | --------- | -------------------- | -------------------- | -------------------- |
| 2013    | Primavera | Team SoloMid         | 3:2       | Good Game University | Team Vulcun          | Team Curse           |
| 2013    | Verano    | Cloud9               | 3:0       | Team SoloMid         | Team Vulcun          | Team Dignitas        |
| 2014    | Primavera | Cloud9               | 3:0       | Team SoloMid         | Counter Logic Gaming | Team Curse           |
| 2014    | Verano    | Team SoloMid         | 3:2       | Cloud9               | LMQ                  | Team Curse           |
| 2015    | Primavera | Team SoloMid         | 3:1       | Cloud9               | Team Liquid          | Team Impulse         |
| 2015    | Verano    | Counter Logic Gaming | 3:0       | Team SoloMid         | Team Liquid          | Team Impulse         |
| 2016    | Primavera | Counter Logic Gaming | 3:2       | Team SoloMid         | Immortals            | Team Liquid          |
| 2016    | Verano    | Team SoloMid         | 3:1       | Cloud9               | Immortals            | Counter Logic Gaming |
| 2017    | Primavera | Team SoloMid         | 3:2       | Cloud9               | Phoenix1             | FlyQuest             |
| 2017    | Verano    | Team SoloMid         | 3:1       | Immortals            | Counter Logic Gaming | Team Dignitas        |
| 2018    | Primavera | Team Liquid          | 3:0       | 100 Thieves          | Echo Fox             | Clutch Gaming        |
| 2018    | Verano    | Team Liquid          | 3:0       | Cloud9               | Team SoloMid         | 100 Thieves          |
| 2019    | Primavera | Team Liquid          | 3:2       | Team SoloMid         | Cloud9               | FlyQuest             |
| 2019    | Verano    | Team Liquid          | 3:2       | Cloud9               | Counter Logic Gaming | Clutch Gaming        |
| 2020    | Primavera | Cloud9               | 3:0       | FlyQuest             | Evil Geniuses        | Team SoloMid         |
| 2020    | Verano    | Team SoloMid         | 3:0       | FlyQuest             | Team Liquid          | Cloud9               |
| 2021    | Primavera | Cloud9               | 3:2       | Team Liquid          | Team SoloMid         | 100 Thieves          |
| 2021    | Verano    | 100 Thieves          | 3:0       | Team Liquid          | Cloud9               | Team SoloMid         |
| 2022    | Primavera | Evil Geniuses        | 3:0       | 100 Thieves          | Team Liquid          | Cloud9               |
| 2022    | Verano    | Cloud9               | 3:0       | 100 Thieves          | Evil Geniuses        | Team Liquid          |
| 2023    | Primavera | Cloud9               | 3:1       | Golden Guardians     | Fly Quest            | Evil Geniuses        |

### Palmarés
*   Equipos que se han disuelto o han realizado un cambio de marca.
| Equipo                 | Campeón                                                    | Subcampeón                                         | Tercer puesto              | Cuarto puesto      |
| ---------------------- | ---------------------------------------------------------- | -------------------------------------------------- | -------------------------- | ------------------ |
| Team SoloMid           | 7 (P-2013, V-2014, P-2015, V-2016, P-2017, V-2017, V-2020) | 5 (V-2013, P-2014, V-2015, P-2016, P-2019)         | 2 (V-2018, P-2021)         | 2 (P-2020, V-2021) |
| Cloud9                 | 6 (V-2013, P-2014, P-2020, P-2021 V-2022 P-2023)           | 6 (V-2014, P-2015, V-2016, P-2017, V-2018, V-2019) | 2 (P-2019, V-2021)         | 1 (V-2020)         |
| Team Liquid            | 4 (P-2018, V-2018, P-2019, V-2019)                         | 2 (P-2021, V-2021)                                 | 4 (P-2015, V-2015, V-2020) | 1 (P-2016)         |
| Counter Logic Gaming   | 2 (V-2015, P-2016)                                         |                                                    | 2 (V-2017, V-2019)         | 1 (V-2016)         |
| 100 Thieves            | 1 (V-2021)                                                 | 1 (P-2018)                                         |                            | 2 (V-2018, P-2021) |
| Evil Geniuses          | 1 (V-2022)                                                 |                                                    | 1 (P-2022)                 |                    |
| FlyQuest               |                                                            | 2 (P-2020, V-2020)                                 |                            | 2 (P-2017, P-2019) |
| Immortals              |                                                            | 1 (V-2017)                                         | 2 (P-2016, V-2016)         |                    |
| Good Game University * |                                                            | 1 (P-2013)                                         |                            |                    |